# Raymond Daniels
Raymond Lee Daniels (Sun Valley, 29 aprile 1980) è un taekwondoka, karateka e kickboxer statunitense, noto per il suo stile di combattimento appariscente e aggressivo.
Daniels è cintura nera di Taekwondo nello stile WT (World Taekwondo), nello Shotokan, nel Korean Kickboxing e nella Kickboxing

## Biografia
Daniels è nato a Sun Valley, in California e cresciuto a Palmdale, California. Ha iniziato la formazione in American Taekwondo Karate nel 1985 sotto la guida di suo padre Frank Daniels e ha conseguito la cintura nera in entrambi gli stili nel 1992
Mentre era ancora al liceo, Daniels è diventato un padre single. Alla ricerca di una vita migliore per lui e suo figlio, ha realizzato il suo sogno d'infanzia di diventare un agente di polizia con il Dipartimento di Polizia di Long Beach, all'età di 21 anni. Dopo più di 7 anni di servizio, Daniels si ritirò a concentrarsi sulla sua carriera nelle arti marziali.

## Carriera
Daniels aveva umili origini come un concorrente minore nelle competizioni di Karate Shotokan e di Taekwondo. All'età di 19, è diventato un combattente di classifica top sia per la Lega nazionale Belt (NBL) e il North American Sport Karate Association. Tra i suoi titoli sono otto campionati del mondo NBL, almeno due campionati del mondo NASKA, e nove campionati generale presso la WAKO Irish Open.
Nel 2006, Daniels ha cominciato a lottare per Chuck Norris nella 'World Combat League" come capitano del Los Angeles Team. Daniels ha combattuto nei 80 kg / 178 libbre e 88 kg / 195 lbs categorie di peso, la compilazione di un 17-0-0 (9 KO) record di lotta. Daniels ha avuto un incontro molto atteso contro il collega imbattuto kickboxing, Stephen "Wonderboy" Thompson. Daniels ha vinto l'incontro per KO tecnico a causa di un infortunio al ginocchio subito da Thompson che non  lo ha lasciato in grado di continuare.
Nel 2008 Daniel ha cominciato a combattere esclusivamente di Taekwondo nello stile WT, nei campionati americani, diventandone campione nella sua categoria per  due consecutivi.
Nel 2010 Daniels ha ottenuto un secondo posto al $ 50,000 Mondiale di Korean Kickboxing in Croazia nel 2010.

## Campionati e premi

### Points fighting (Kickboxing/Sport Karate)
- North American Sport Karate Association
  - 2004 NASKA World Championship
  - 2002 NASKA World Championship
- National Blackbelt League
  - 2010 NBL World Championship
  - 2009 NBL World Championship
  - 2008 NBL World Championship
  - 2007 NBL World Championship
  - 2006 NBL World Championship
  - 2005 NBL World Championship
  - 2004 NBL World Championship
  - 2003 NBL World Championship
- World Association of Kickboxing Organizations
  - 2015 W.A.K.O. World Champion
  - 2014 Irish Open Grand Champion
  - 2012 Irish Open Grand Champion
  - 2011 Irish Open Grand Champion
  - 2010 Irish Open Grand Champion
  - 2009 Irish Open Grand Champion
  - 2008 Irish Open Grand Champion
  - 2007 Irish Open Grand Champion
  - 2006 Irish Open Grand Champion
  - 2005 Irish Open Grand Champion

### Kickboxing (Full Contact)
- Pain and Glory
  - Pain and Glory -84 kg/185 lb Tournament Championship

### Taekwondo
- World Taekwondo Federation

- 2 medaglie - 2 ori (70 kg a Winnipeg 1999, 70 kg a Santo Domingo 2003).
- 1 medaglia - 1 oro negli Usa Open (70 kg New York 2014)
- ITF Pro Taekwondo Championships

- secondo posto col premio di $ 50,000 (70 kg Croazia 2010)